# Rue Va-à-la-Calanque
La rue Va-à-la-Calanque est une voie marseillaise située dans le 7e arrondissement de Marseille. 

## Situation et accès
Cette courte rue permet un accès direct de la rue Boudouresque à l’anse de Malmousque. 

## Origine du nom
La rue s’appelle ainsi car elle constitue l’accès à l’anse de Malmousque depuis le village éponyme. Malgré ce nom si particulier, les plaques de rue l’indiquant ont souvent été dérobées.